# Fecht
La Fecht (prononcé [fɛʃt] ; Facht en alsacien) est une rivière française du Grand Est qui coule dans le département du Haut-Rhin. C'est un affluent de l'Ill, donc un sous-affluent du Rhin.

## Géographie
La longueur de son cours est de 49,1 km.
La Grande Fecht prend sa source sur le versant oriental du massif des Vosges à 1 190 m, au lieu-dit Salzbach, sur le territoire de la commune de Metzeral, entre le Lauchenkopf (1 314 m) et le Breitfirst (1 280 m), à 1 km au nord du Schnepfenriedkopf (1 258 m). Sur le versant opposé aux sources de la Lauch. Selon l'ancienne carte allemande de 1917, la Grande Fecht est formée par la réunion de deux ruisselets provenant du Lauchenkopf : le Hinter-Salzbach et le Vorder-Salzbach (actuellement orthographié simplement Salzbach sur géoportail)

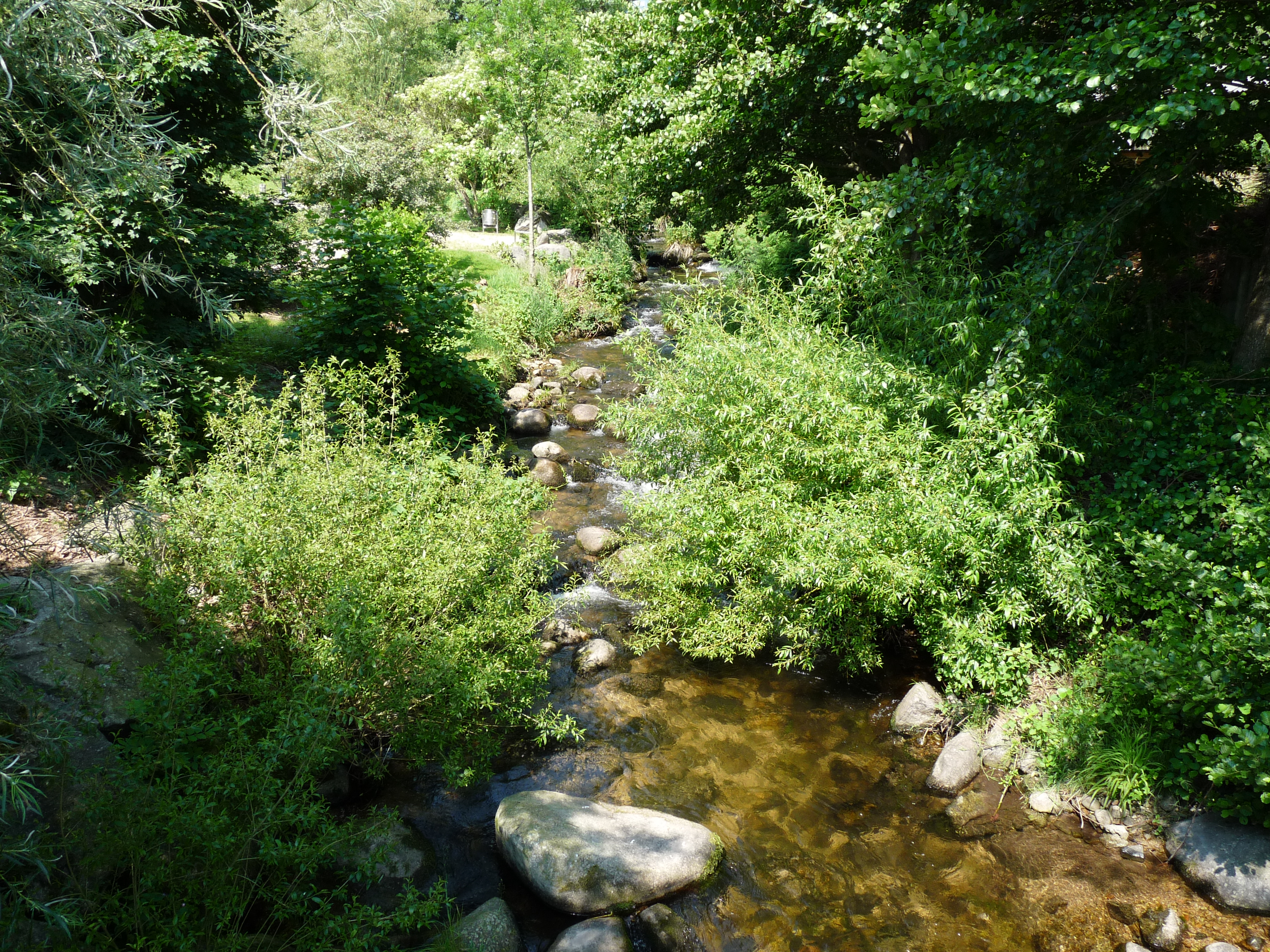
La Petite Fecht à Stosswihr.

Elle reçoit, rive gauche, La Wormsa, émissaire du Schiessrothried et se gonfle de deux affluents homonymes, la Fecht de Sondernach sur sa droite et, sur sa gauche, la Petite Fecht née de la confluence de plusieurs cours d'eau nés sur les pentes du Hohneck. Elle arrose Munster et Turckheim. Une partie est détournée par le canal du Logelbach, construit au XVIIIe siècle pour alimenter Colmar, et rejoint la Lauch. Elle reçoit enfin la Weiss et se jette dans l'Ill au centre d'Illhaeusern entre Colmar et Sélestat.

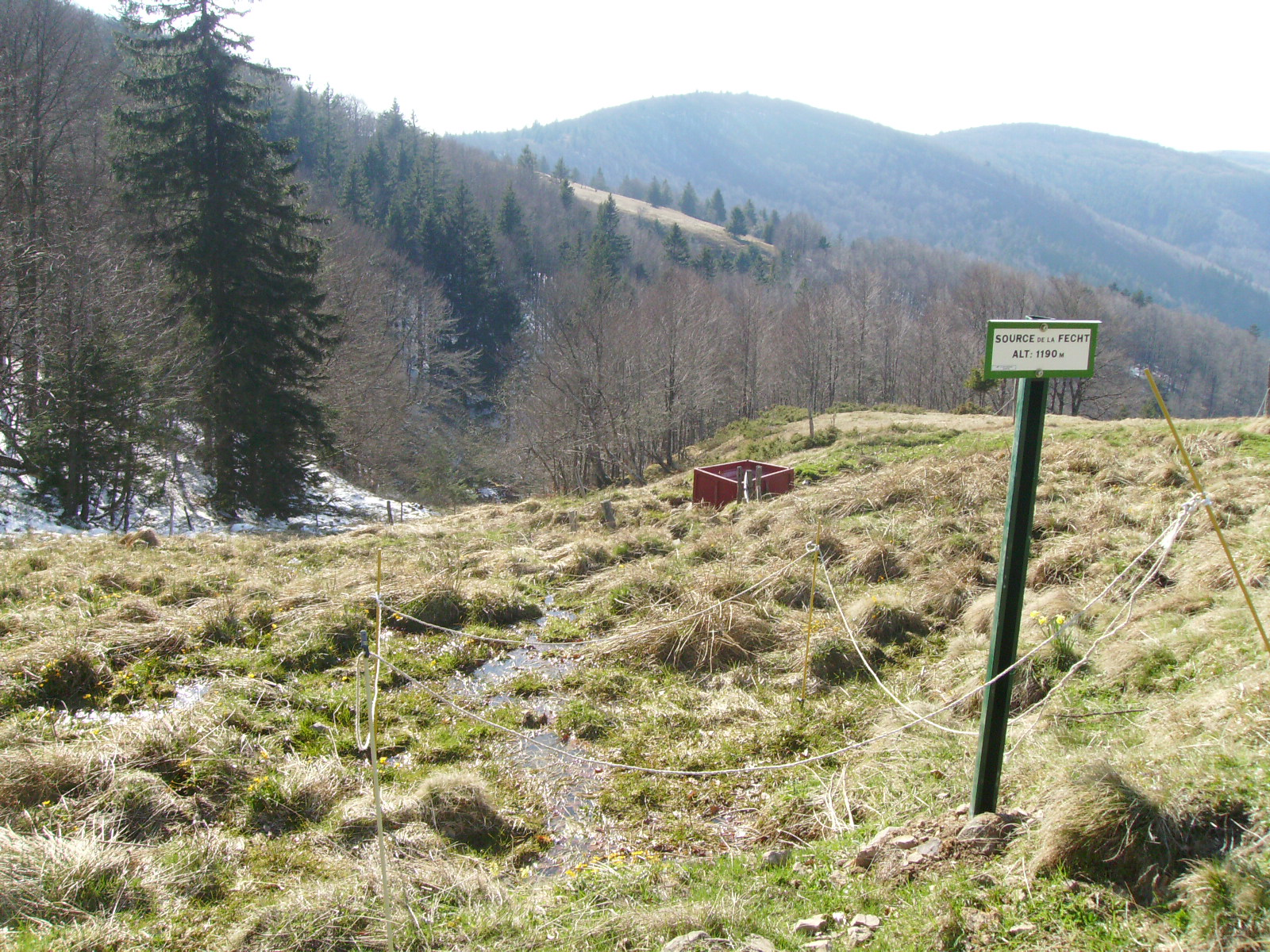
Source de la Fecht.

### Communes et cantons traversés
La Fecht traverse dix-neuf communes :
- dans le sens amont vers aval : Metzeral (source), Mittlach, Muhlbach-sur-Munster, Breitenbach-Haut-Rhin, Luttenbach-près-Munster, Munster, Gunsbach, Wihr-au-Val, Walbach, Zimmerbach, Wintzenheim, Turckheim, Ingersheim, Ammerschwihr, Sigolsheim, Bennwihr, Ostheim, Guémar, Illhaeusern (confluence).

Soit en termes de cantons, la Fecht prend source dans le canton de Munster, traverse les canton de Wintzenheim, canton de Kaysersberg et conflue dans le canton de Ribeauvillé, le tout dans les arrondissements de Colmar.

### Bassin versant
La Fecht traverse douze zones hydrographiques pour une superficie totale de 2 453 km2. Ce bassin versant est constitué à 47,97 % de « forêts et milieux semi-naturels », à 41,67 % de « territoires agricoles », à 10,21 % de « territoires artificialisés », à 0,13 % de « surfaces en eau », à 0,02 % de « zones humides ».

### Organisme gestionnaire
Les organismes gestionnaires de la Fecht sont le syndicat mixte de la Fecht aval et du Strengbach, sis à Colmar, et créé le 1er janvier 2014, ainsi que le syndicat mixte de la Fecht amont, crée le 5 avril 1993, et sis à Turckheim.

## Affluents
La Fecht a dix-sept affluents référencés et davantage sur Géoportail dont :
- le Salzbach ou Vorder Salzbach (rd[note 1]) sur la seule commune de Metzeral
- le Bestmissrunz (rg) sur la seule commune de Metzeral
- le Schweiselrunz ou Bispenrunz(rg) sur la seule commune de Mittlach
- le Pfahlrunz (rg) sur les deux communes de Mittlach et Metzeral
- le Troeselrunz (rd) sur les deux communes de Mittlach et Metzeral
- le Saurunz (rd) sur les deux communes de Mittlach et Metzeral
- la Kolbenfecht (rg) 3,0 km sur les deux communes de Metzeral et Mittlach avec quatre affluents :
  - le Liebelthalrunz ou Le Kohlrunz (rg) sur la seule commune de Metzeral
  - le Wiedenbachrunz (rd) 2.7 km sur les deux communes de Mittlach et Metzeral
  - l'Altenweiherrunz (rg) 4,6 km provenant du lac d'Altenweiher appelé Solrunz en amont du lac,sur les deux communes de Mittlach et Metzeral
  - le Seebergrunz (rg) 1,3 km sur la seule commune de Metzeral avec 2 affluents :
    - le Guetlenrunz sur les deux communes de Mittlach et Metzeral
    - le Seestaedtlerunz sur les deux communes de Mittlach et Metzeral
- le Giesenbachrunz (rd) sur les deux communes de Mittlach et Metzeral
- la Wormsa ou Wormsabachrunz (rg) 4,1 km provenant du lac du Schiessrothried sur la seule commune de Metzeral avec un affluent  :
  - le Kaltenbrunnenrunz (rd) (appelé Kaltebornrunz sur la carte allemande de 1917) provenant du lac du Fischboedle sur la seule commune de Metzeral
- le Braunbach (rg) sur les deux communes de Muhlbach-sur-Munster et de Metzeral
- la Fecht de Sondernach (rd) 7,3 km sur les deux communes de Sondernach et Metzeral avec 10 affluents :
  - le Kaltwasser (rg) sur la seule commune de Sondernach
  - le Krebsrunz (rg) sur la seule commune de Sondernach
  - le Querbenrunz (rd) sur la seule commune de Sondernach
  - le Roedles (rg) sur la seule commune de Sondernach
  - le Langenfeldrunz ou le Brandmattrunz encore appelé le Wustenrunz (rd) 1.9 km sur la seule commune de Sondernach avec un affluent :
    - Le Malchrunz (rg) sur la seule commune de Sondernach

  - le Stockenrunz (rd) sur la seule commune de Sondernach
  - le Butzenmattrunz (rd) sur la seule commune de Sondernach
  - l'Oderbach (rg) 2.1 km sur la seule commune de Sondernach avec un affluent :
    - le Neumattrunz (rg) sur la seule commune de Sondernach

  - le Hoellenrunz (rg) sur la seule commune de Sondernach
  - le Landersbach (rd) 4,7 km sur la seule commune de Sondernach avec 2 affluent :
    - le Kummerrunz (rg) sur la seule commune de Sondernach
    - le Brobachbaechlé (rd) sur la seule commune de Sondernach
- l'Eicholtzbach  ou Le Lachbaechlé (rg) sur la seule commune de Muhlbach-sur-Munster
- le Stockabach (rg) sur la seule commune de Muhlbach-sur-Munster
- le Breitenbachrunz (rd) 3,2 km sur la seule commune de Breitenbach-Haut-Rhin avec 2 affluents :
  - l'Oberbreitenbach sur la seule commune de Breitenbach-Haut-Rhin
  - l'Ostenbach  ou Thannbaechlé sur la seule commune de Breitenbach-Haut-Rhin
- l'Heibelbach(rg) sur la seule commune de Breitenbach-Haut-Rhin
- la Furch ou le Runzbach(rd) 5,2 km sur la seule commune de Luttenbach-près-Munster
- le Dorfbach ou L'Eschbachthalbach (rd) 3,2 km sur les deux communes de Eschbach-au-Val et Munster
- la Petite Fecht (rd) 11,0 km sur les deux commune de Stosswihr et Munster avec 11 affluents :
  - le Hundsmissbach provenant des cascades de Stolz Ablass sur la seule commune de Stosswihr
  - le Schluchtrunz (rg) 2,2 km sur la seule commune de Stosswihr
  - le Hellenrunzbach (rd) sur la seule commune de Stosswihr
  - l'Altenbach (rg) 3,0 km sur la seule commune de Stosswihr
  - le Schweinsbachrunz (rg) sur la seule commune de Stosswihr
  - le Sattelrunz (rd) la seule commune de Stosswihr
  - le Kleintalbach (rg) 7,1 km sur les deux communes de Soultzeren et de Stosswihr avec 5 affluents :
    - le Seebach du lac Vert sur la seule commune de Soultzeren
    - le Seebach du lac des Truites sur la seule commune de Soultzeren
    - le Michelbach (rg) sur la seule commune de Soultzeren
    - le Ringelbach (rg) sur la seule commune de Soultzeren
    - le Luttenbach (rg) sur la seule commune de Soultzeren

  - le Widenthalrunz (rd) sur la seule commune de Munster
  - le Hohroderbachbaechle (rg) sur la seule commune de Hohrod avec 2 affluents :
    - le Langenbachbaechle sur la seule commune de Hohrod
    - le Kuhabachbaechle sur la seule commune de Hohrod

  - le Walsbach (rg) sur la seule commune de Munster
  - le Dubach(rg) sur la seule commune de Munster
- le Heidenbach (rg) sur la seule commune de Munster
- le Griesbachbaechle ou le Langenbach (rd) sur les deux communes de Griesbach-au-Val et Gunsbach
- le Dorfbachla ou  le Waldbaechlé (rg) sur les deux communes de Hohrod et de Gunsbach avec 3 affluent :
  - l'Ofenbachrunz (rg) sur la seule commune de Gunsbach
  - l'Ofenbach (rg) sur la seule commune de Gunsbach
  - le Rengunstlé (rg) sur la seule commune de Gunsbach
- le Krebsbach (rd) 9,1 km sur les trois communes de Wasserbourg, Wihr-au-Val et Soultzbach-les-Bains, avec trois affluent :
  - le Hanspenbach (rd) 2.5 km sur la seule commune de Wasserbourg
  - le Kaltenbrunnenbach ou Buhlbach (rd) sur les deux communes de Rouffach de Wasserbourg
  - le Runzbach (rd) sur les deux communes de Hattstatt et de Soultzbach-les-Bains
- le Thormattenbach (rg) sur la seule commune de Wihr-au-Val
- le Walbach ou Winkelbach (rg) sur la seule commune de Walbach
- le Zimmerbach (rg) sur les deux communes de Turckheim et de Zimmerbach
- le Gemeindebach (rd) fossé collectant les eaux des ruisseaux l'Aspach, l'Ehrschlecht, le Wilsbachgraben et le Staufenbach sur la commune de Wintzenheim
- le Rotenbach (rg) sur la seule commune de Turckheim
- Défluence du canal du Logelbach (rd) vers la Lauch
- le Weidbach (rg) 5,1 km sur les 3 communes de Turckheim, Katzenthal et Ingersheim
- le Dorfbach (rg) sur les 2 communes de Katzenthal et Ingersheim
- la Weiss (rg) 24,3 km sur six communes avec douze affluents.

- le Harbach (rd) sur les communes de Ingersheim, Colmar, Houssen et Bennwihr
- le Sembach (rg) 10,6 km sur les communes de Riquewihr, Beblenheim, Mittelwihr et Ostheim avec un affluent:
  - le Hagelgraben (rd) sur les trois communes de Kientzheim, Riquewihr et Mittelwihr
- le Lauenbach (rg) sur les deux communes de Zellenberg et Ostheim
- l'Altenbach (rg) 7,3 km sur les quatre communes de Hunawihr, Ribeauvillé, Zellenberg et Guémar
- le Strengbach (rg) 17,2 km sur les communes d'Aubure, Riquewihr, Ribeauvillé, Zellenberg et Ostheim avec sept affluents :

- le Lohbach (rg) sur la seule commune de Guémar
- le Muhlbach (rg) sur les deux communes de Ribeauvillé et de Guémar
- le Breitbrunnenwasser (rd) cours d'eau phréatique sur les trois commune de Colmar, Guémar, Illhaeusern avec un affluent :
  - le Spitabrunnen cours d'eau phréatique sur les deux communes de Colmar et Ostheim

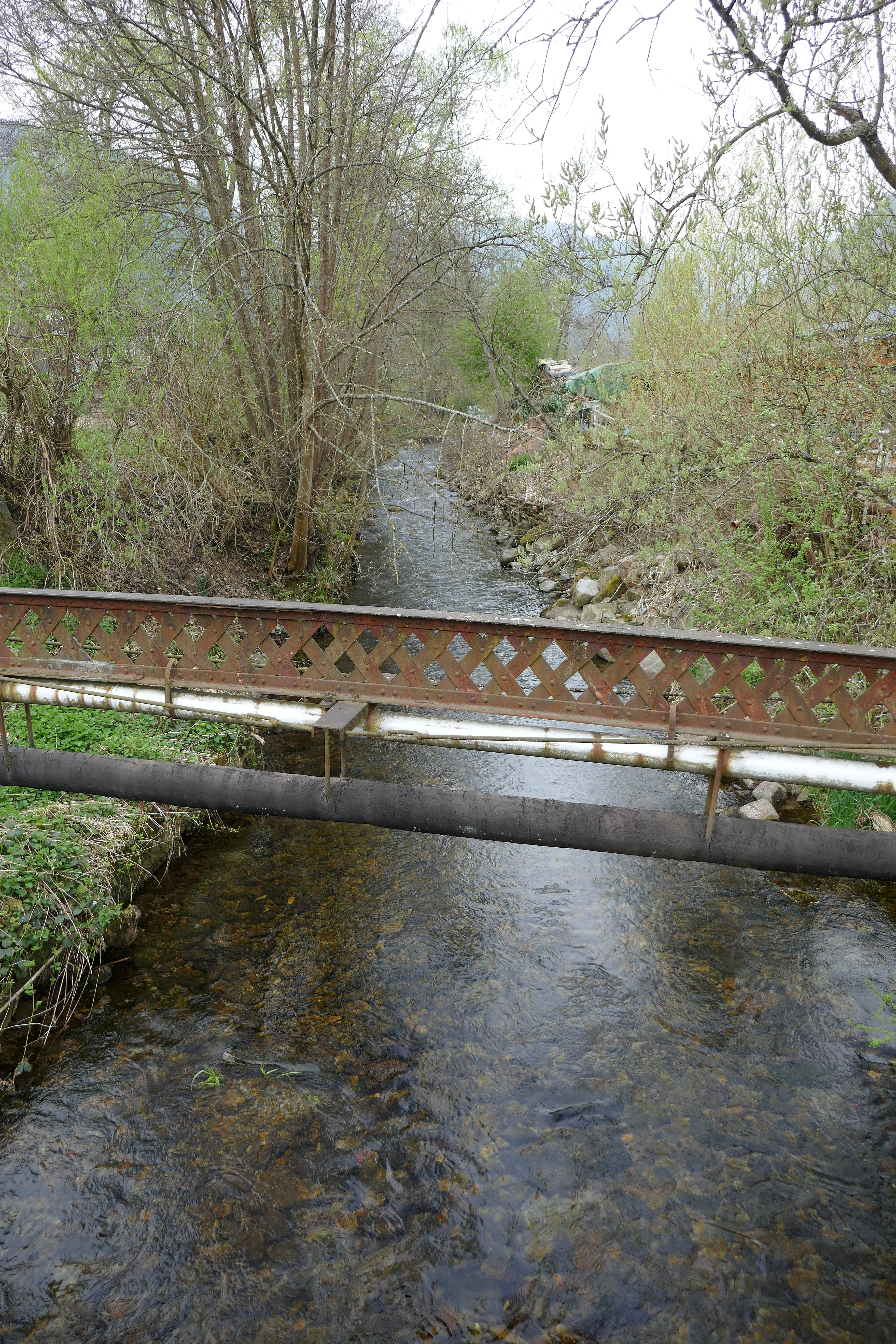
La Fecht à Metzeral au lieu-dit SteinaBruck.

- le Brunnenwasser (rd) cours d'eau phréatique sur les deux communes de Colmar et d'Illhaeusern.

### Rang de Strahler
La Weiss étant de rang de Strahler trois, la Fecht est de rang de Strahler quatre.

## Hydrologie

### La Fecht à Ostheim
Le débit de la Fecht a été observé pendant une période de 42 ans (1972-2013), à Ostheim, localité du département du Haut-Rhin, située non loin (6 km) du confluent avec l'Ill. Le bassin versant de la rivière y est de 447 km2 soit plus ou moins 82 % de sa totalité (le bassin de son affluent le Strengbach en est notamment exclu).
Le module de la rivière à Ostheim est de 6,74 m3/s.
La Fecht présente des fluctuations saisonnières de débit bien marquées, avec des hautes eaux d'hiver portant le débit mensuel moyen à un niveau situé entre 8,55 et 11,9 m3/s, de décembre à avril inclus (maximum en février et mars). Dès le mois d'avril, le débit moyen baisse progressivement tout au long du printemps jusqu'aux basses eaux d'été qui ont lieu de juillet à septembre, entraînant une baisse du débit moyen mensuel allant jusque 1,98 m3/s au mois d'août, ce qui reste très confortable, il est vrai. Mais les fluctuations de débit peuvent être bien plus importantes sur de courtes périodes et en fonction des années.

### Étiage ou basses eaux
Le VCN3 peut ainsi chuter jusque 0,600 m3/s, en cas de période quinquennale sèche, soit 600 litres par seconde, ce qui n'est cependant pas encore très sévère.

### Crues
D'autre part les crues peuvent être assez importantes. Les QIX 2 et QIX 5 valent respectivement 68 et 94 m3/s. Le QIX 10 vaut 110 m3/s, tandis que le QIX 20 se monte à 130 m3/s. Enfin le QIX 50 vaut 150 m3/s.
Le débit instantané maximal enregistré a été de 140 m3/s le 15 février 1990, tandis que la valeur journalière maximale était de 124 m3/s le même jour. En comparant le premier de ces chiffres aux valeurs des différents QIX de la rivière, il apparaît que cette crue était un peu plus que d'ordre vicennal et donc non exceptionnelle. On peut considérer qu'elle est destinée à se répéter tous les 25-30 ans en moyenne.

#### Aménagement
En raison des crues générées par la fonte des neiges, la Fecht a été corrigée et endiguée entre 1800 et 1870; son cours autrefois sinueux et anastomosé est désormais rectiligne en un lit unique et équipé de seuils parfois infranchissables.

### Lame d'eau et débit spécifique
Comme tous les cours d'eau issus du massif des Vosges et bénéficiant donc de fortes précipitations, la Fecht est une rivière abondante. La lame d'eau écoulée dans son bassin est de 481 millimètres annuellement, ce qui est élevé, très nettement supérieur à la moyenne d'ensemble de la France tous bassins confondus, mais également à celle de l'ensemble du bassin versant de l'Ill (398 millimètres par an à Strasbourg). Le débit spécifique (ou Qsp) atteint 15,2 litres par seconde et par kilomètre carré de bassin.

## Pêche
Classée en 1re catégorie piscicole sur la totalité de son cours, la Fecht présente une belle population de truite fario sauvage. Les politiques d'empoissonnement n'ont plus cours depuis quelques années sur la partie haute du cours d'eau, qui bénéficie par ailleurs d'un fort potentiel de frayères en ruisseaux pépinières (ruisseaux, canaux usiniers...).
Alternant secteurs de rapides, de lisses, puis de radiers, la Fecht se prête particulièrement bien à la pêche à la mouche. La richesse en invertébrés du cours d'eau incitera le pêcheur à confectionner des imitations de baetidae, trichoptera, perlidae, mais aussi chironomidae lors de ses séances de montage de mouches de pêche.
Signe des temps, à l'heure de la "prise de conscience écologique", la plupart des adeptes pratiquent aujourd'hui le no-kill.